# Cháy

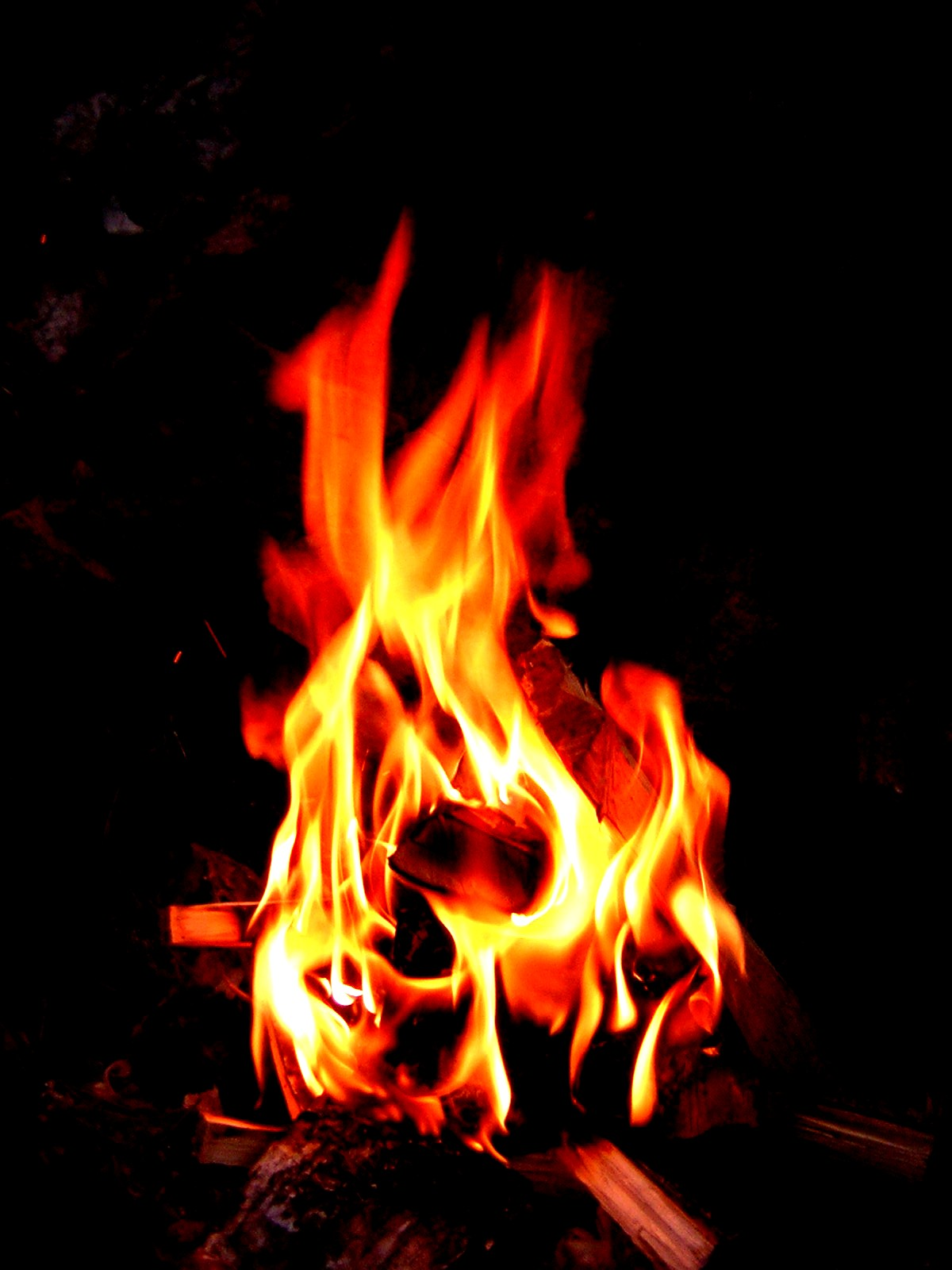
Ngọn lửa gây ra do nhiên liệu đang cháy đốt.

Cháy là phản ứng oxy hóa khử  nhiệt độ cao giữa chất đốt và chất oxy hóa, thường là oxy khí quyển, tạo ra các sản phẩm oxy hóa thường dạng hơi, trong một hỗn hợp gọi là khói. Sự cháy tạo ra ngọn lửa  và tạo ra nhiệt độ đủ cho sự cháy tự duy trì.

## Ví dụ
Đốt khí hydro trong không khí sinh ra hơi nước.
2H2(k)+O2(k){\displaystyle {\ce {->}}}2H2O(k)

## Nhiên liệu làm kéo dài cháy
Các chất hoặc vật liệu trải qua quá trình lâu dài đốt cháy hơn những vật thông thường được gọi là nhiên liệu. Các ví dụ phổ biến nhất là khí tự nhiên, propane, dầu hỏa, dầu diesel, xăng, than củi, than đá, gỗ (khô),...

### Nhiên liệu lỏng
Đốt nhiên liệu lỏng trong một không khí chứa oxy hóa thực sự xảy ra trong việc pha trộn các khí lại với nhau. Nó là hơi đốt, chứ không phải nước. Vì vậy, một chất lỏng thông thường sẽ bắt lửa chỉ ở một nhiệt độ nhất định: nó chớp cháy. Những điểm sáng của nhiên liệu lỏng là nhiệt độ thấp nhất mà tại đó nó có thể tạo thành một hỗn hợp dễ bắt lửa với không khí. Đây là nhiệt độ tối thiểu mà tại đó có đủ nhiên liệu bốc hơi trong không khí để bắt đầu quá trình đốt cháy. Các ví dụ: Khí thiên nhiên (gas),...

### Nhiên liệu rắn
Việc đốt gồm ba giai đoạn tương đối khác biệt nhưng chồng chéo:
- Giai đoạn nung nóng sơ bộ: khi cháy không hết nhiên liệu được làm nóng lên đến điểm sáng của nó và sau đó điểm cháy. Khí ga dễ cháy bắt đầu được phát triển trong một quá trình tương tự để chưng cất khô.
- Giai đoạn chưng cất hoặc pha khí , khi sự pha trộn của các chất khí dễ cháy đã tiến hóa với oxy được đốt cháy. Năng lượng được sản xuất ở dạng nhiệt và ánh sáng. Flamesthường nhìn thấy được. Truyền nhiệt từ quá trình đốt cháy để rắn duy trì sự phát triển của hơi dễ cháy.
- Giai đoạn than hoặc pha rắn, khi sản lượng của các chất khí dễ cháy từ vật liệu là quá thấp đối với sự hiện diện lâu dài của ngọn lửa và cháy nhiên liệu không cháy nhanh chóng và chỉ phát sáng.[2]